# RTL
RTL, RTL Television, dawniej RTL Plus – największa komercyjna stacja telewizyjna w Niemczech. Należy do RTL Group.

## Historia
Stacja rozpoczęła nadawanie 2 stycznia 1984 roku jako drugi tego typu niemieckojęzyczny kanał (po uruchomionym dzień wcześniej kanale PKS, obecnie Sat.1) i przez cztery lata korzystała z koncesji wydanej przez władze Luksemburga. W 1988 roku siedzibę stacji przeniesiono do Niemiec, do Kolonii. Należy do RTL Group, telewizyjnego skrzydła koncernu Bertelsmanna. W Polsce oglądano ją odkąd tylko pojawiły się zestawy satelitarne, później kanał znajdował się w ofercie polskich sieci kablowych.
Przez pewien czas miała nawet w Polsce siostrzaną stację – RTL 7, która nadawała w latach 1996–2002. 1 stycznia 2002 roku telewizja RTL 7 została wykupiona przez Grupę ITI. W marcu 2002 roku rozpoczęła nadawanie jako telewizja TVN Siedem, powtarzająca głównie filmy i seriale z anteny głównej, czyli TVN.

## Udziały w rynku telewizji

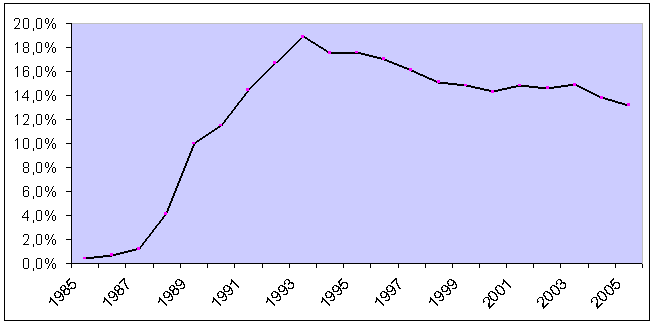
Udziały w rynku 1985-2005

- 1985: 0,4%
- 1986: 0,7%
- 1987: 1,2%
- 1988: 4,1%
- 1989: 10,0%
- 1990: 11,5%
- 1991: 14,4%
- 1992: 16,7%
- 1993: 18,9%
- 1994: 17,5%
- 1995: 17,6%
- 1996: 17,0%
- 1997: 16,1%
- 1998: 15,1%
- 1999: 14,8%
- 2000: 14,3%
- 2001: 14,8%
- 2002: 14,6%
- 2003: 14,9%
- 2004: 13,8%
- 2005: 13,2%
- 2006: 12,8%
- 2007: 12,5%
- 2008: 11,8%
- 2009: 12,5%
- 2010: 13,6%
- 2011: 14,1%
- 2012: 12,3%
- 2013: 11,3%
- 2014: 10,3%
- 2015: 9,9%
- 2016: 9,8%
- 2017: 9,2%
- 2018: 8,3%
- 2019: 8,0%
- 2020: 8,1%
- 2021: 7,2%
- 2022: 7,4%
- 2023: 7,9%
- 2024: 8,1%

## Oferta programowa
RTL jest kanałem ogólnotematycznym, w związku z tym oferta programowa stacji jest bardzo zróżnicowana: od programów informacyjnych (między innymi RTL Aktuell czy Stern TV) przez rozrywkę (Who Wants to Be a Millionaire?, Deutschland sucht den Superstar, Let’s Dance a także Das Supertalent), seriale komediowe, własne produkcje obyczajowe, seriale amerykańskie (np. „Detektyw Monk”, „Kości”, „Skazany na śmierć” lub „Tajemnice Smallville”) po sport i filmy.